# Shoot the Girl First
Shoot the Girl First ist eine christliche Trancecore-/Deathcore-Band aus Antibes nahe der französischen Stadt Nizza, Côte d’Azur.

## Geschichte

### Gründung und erste EP
Shoot the Girl First entstand im September des Jahres 2010 in Nizza. Die Gruppe bestand aus den Musikern Nathan Mc Cloud (Gesang), Félon Von B (Gitarre), Will (Gitarre, Begleitgesang), Crystal (Keyboard), Mathieu Kesselair (E-Bass), Orel (Synthesizer) und Jesus Super Star (Schlagzeug). Der Bandname entstand aus einem Zitat aus dem zeitweise in Deutschland indizierten Film Dobermann. Noch 2010 wurde das erste Demo, welche fünf Stücke enthält und nach der Band benannt wurde, produziert und veröffentlicht. Die Gruppe spielte bei ihren lokalen Shows in Südfrankreich (u. a. in Lyon, Cannes und Colmar) bereits als Opener für Post Offense, Can’t Bear This Party, Until the Uprising, In Other Climes, We Butter the Bread with Butter, Vera Cruz und Fallaster.
Am 19. November 2011 erschien die Debüt-EP They Have Clocks, We Have Time, dass in Eigenregie produziert und herausgegeben wurde. Ebenso wurde das erste Musikvideo produziert. Dieses Musikvideo zum Song Last Breath For A Capulet wurde innerhalb der ersten zwei Monate über 140,000-mal bei YouTube aufgerufen. Am 29. Januar 2012 veröffentlichte die Gruppe das zweite Musikvideo. Der Song heißt Eternal Sunshine. Am 18. Mai 2012 spielte die Gruppe in Lublin mit Helia und Eskimo Callboy. Einen Tag zuvor trat die Gruppe in Graz, Österreich auf. Im Mai 2012 folgte ein Konzert in der polnischen Hauptstadt Warschau. Anfang Juni spielte die Gruppe in Nizza mit Dagoba. Am 22. Juni 2012 war Shoot the Girl First als Opener für Emmure und Winds of Plague in Lyon zu sehen. Einen Tag später trat Shoot the Girl First mit Emmure und Winds of Plague in Paris auf.
2012 wurde Keyboarderin Crystal für den „Miss Metal France Award“ nominiert. Im August 2012 spielte die Gruppe eine „Sommertour“. Ursprünglich  sollte die Deathcore-Band Until the Uprising als Support mit auf Tour gehen, jedoch löste sich die Gruppe vorher auf. Diese Tour trug den Namen „They Have Clocks, We Have Time Summer Euro Tour“ und führte durch Frankreich, Deutschland, Polen, Österreich und Tschechien. Nach der Tour sollten die Aufnahmen an dem Debütalbum beginnen. Das Veröffentlichungsdatum war auf Ende 2012 angesetzt. Es sollte Follow the Clouds heißen. Die Gruppe spielte im Oktober und November eine erneute Europa-Tour. Diese führte durch Italien, Tschechien, Polen, Deutschland, Belgien und die Schweiz.

### Plattenvertrag und DebütalbumFollow the Clouds
Im Februar 2013 gab die US-amerikanische Konzertagentur The Artery Foundation an, Shoot the Girl First unter Vertrag genommen zu haben. Weiterhin unterschrieb die Gruppe bei Avocado Booking, die auch Konzertreisen für Memphis May Fire, We Came as Romans und Parkway Drive organisierten. Die Gruppe spielte im Juni 2013 auf dem Mair1 Festival in Montabaur. Im April 2013 wurde bekannt, dass Artery Recordings die Gruppe unter Vertrag genommen hat. Das Debütalbum Follow the Clouds sollte im Juni 2013 erscheinen. Im Juni 2013 spielte die Gruppe in Lyon mit Senses Fail und Chunk! No, Captain Chunk!. Im Mai 2013 wurde das Album bei Revolver komplett gestreamt. Im Oktober und November 2013 war die Gruppe als Support für We Butter the Bread with Butter auf deren Europatour zu sehen. Im Oktober fanden die Shows in Deutschland und der Schweiz statt. Auf diesen Konzerten spielten außerdem Devil Sold His Soul und Yashin als weitere Vorgruppen. Im November war Shoot the Girl First alleinige Vorband für We Butter the Bread with Butter. Die Shows wurden in Italien, Spanien, Frankreich, Luxemburg, Schweden, Ungarn, Tschechien, Belgien, Dänemark und in der Slowakei ausgetragen.
Im Jahr 2014 verließ Sänger Nathan McCloud die Band, sodass die Gruppe zwischenzeitlich ohne Frontmann dastand. Durch einen Contest wurde der neue Sänger ermittelt. Allerdings wurde dieser lange Zeit nicht bekannt gegeben. Die Band ist im November und Dezember 2014 mit Novelists als Vorband für I, the Breather durch Europa getourt. Inzwischen wurde bekannt, dass Alex Sayti als neuer Frontsänger der Band fungiert.

### Labelwechsel und zweites AlbumI Confess
Am 2. Oktober 2015 wurde mit 9th Symphony ein Stück aus dem zweiten Album veröffentlicht, welches 2016 erschienen ist. Bereits am 26. Dezember 2014 wurde bekannt, dass die Gruppe an neuem Material arbeiten. Am selben Tag erschien mit Call Me V ein erstes neues Stück, welches zugleich die letzte Zusammenarbeit mit ihrem ehemaligen Sänger Nathan McCloud darstellte.
Am 30. Januar 2016 wurde bekannt, dass die Band bei Redfield Records unter gekommen ist. Über dieses Label wurde das zweite Album, I Confess, am 1. April 2016 veröffentlicht.
Seit April 2018 gibt es kein Lebenszeichen der Band mehr.

## Stil
Der Musikstil der Gruppe wird von Bands wie Asking Alexandria, The Devil Wears Prada, Fail Emotions, Jamie´s Elsewhere, Parkway Drive, Attack Attack!, Miss May I und Bring Me the Horizon beeinflusst.
In den Texten der Gruppe verarbeiten die Musiker ihre Emotionen, beschreiben persönliche Erfahrungen und die Wahrnehmung der Umwelt. Die Musiker sind allesamt christlicher Überzeugung, was sich in manchen Texten widerspiegelt. Die Texte sind meist auf Englisch, vereinzelt aber auch auf Französisch verfasst.

## Diskografie
- 2010: And You Will Know My Name Is The Lord, When I Lay My Vengeance Upon You... (EP, kein Label)
- 2011: They Have Clocks, We Have Time (EP, kein Label)
- 2013: Follow the Clouds (Artery Recordings)
- 2016: I Confess (Redfield Records)